# Aleksandr Martynow (mienszewik)

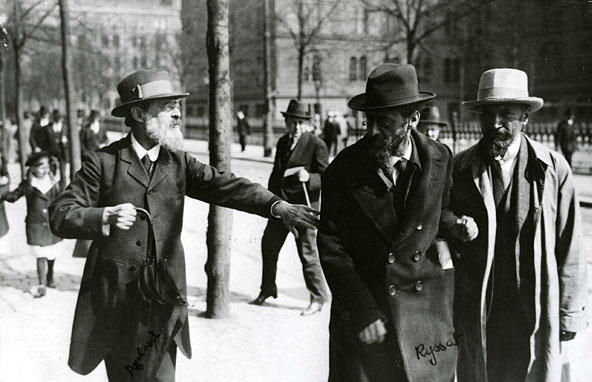
Przywódcy mienszewików: Paweł Akselrod, Julij Martow i Aleksandr Martynow w Sztokholmie w 1917 roku

Aleksandr Samojłowicz Martynow (Pikker) (ros. Александр Самойлович Мартынов (Пиккер), ur. 12 grudnia?/24 grudnia 1865 w Pińsku, zm. 5 czerwca 1935 w Moskwie) – uczestnik ruchu rewolucyjnego w Rosji, mienszewik.

## Życiorys
W 1884 związał się z Narodną Wolą, za co został aresztowany i w 1886 skazany na 10 lat zesłania na Syberię, po zwolnieniu w 1899 wstąpił do SDPRR, w 1900 wyemigrował. Od 1 czerwca 1907 do 8 stycznia 1912 był członkiem KC SDPRR, 1917-1923 należał do SDPRR (internacjonalistów), 1918-1922 pracował jako nauczyciel na Ukrainie, później pracownik Instytutu Marksa i Engelsa. W 1923 został członkiem RKP(b), od 1924 do śmierci pracował w redakcji pisma "Kommunisticzeskij Internacjonał".